# Portillo (Adjuntas)
Portillo es un barrio ubicado en el municipio de Adjuntas en el estado libre asociado de Puerto Rico. En el Censo de 2010 tenía una población de 606 habitantes y una densidad poblacional de 57,96 personas por km².

## Geografía
Portillo se encuentra ubicado en las coordenadas 18°13′41″N 66°48′0″O / 18.22806, -66.80000. Según la Oficina del Censo de los Estados Unidos, Portillo tiene una superficie total de 10.46 km², que corresponden a tierra firme.

## Demografía
Según el censo de 2010, había 606 personas residiendo en Portillo. La densidad de población era de 57,96 hab./km². De los 606 habitantes, Portillo estaba compuesto por el 95.21% blancos, el 1.16% eran afroamericanos, el 1.65% eran de otras razas y el 1.98% pertenecían a dos o más razas. Del total de la población el 99.67% eran hispanos o latinos de cualquier raza.